# ニック・マルーフ
ニック・マルーフ（Nick Malouf、1993年3月19日 - ）は、オーストラリアのラグビー選手。

## プロフィール
- オーストラリア・サニーバンク出身[1]。
- ポジションはウィング(WTB)、センター(CTB)。
- 身長 186cm、体重 96kg

## 略歴
2016年、リオ五輪の7人制オーストラリア代表に選ばれた。
2017年、レスター・タイガースに加入。
そして2021年、東京五輪の7人制オーストラリア代表に選ばれた。
2024年、パリ五輪の7人制オーストラリア代表に選ばれた。